# Pachyopsis vicosensis
Pachyopsis vicosensis är en insektsart som beskrevs av Luci B. N. Coelho 1999. Pachyopsis vicosensis ingår i släktet Pachyopsis och familjen dvärgstritar. Inga underarter finns listade i Catalogue of Life.